# 岳路平
岳路平（1975年—），中國教师、藝術家、策展人、主持人。民族漢；1975年出生於中國廣西象州；祖籍廣西桂平金田。1999年畢業於西安美術學院。2003 畢業於西安美術學院研究生部的中國畫專業，導師是楊曉陽 。開源村創始人， 艾未未抄襲事件當事人，前西安美術學院教師。
。

## 抄襲事件
2007年，出現了一篇名為《艾未未「童話」抄襲還是撞車！！？》的文章，指責艾未未帶領1001人參加卡賽爾文獻展的創意，抄襲中國藝術家岳路平此前的作品《藝術航班》。對此，岳路平表示，自己此前的作品影響很大，說「撞車」不應該。艾未未則表示對這類「社會新聞」不感興趣，是否抄襲讀者自有判斷。 
據作家王朔今年2011年4月8日在新加坡《聯合早報》發表的《我看艾未未抄襲事件》一文指出：「最近在網上炒得沸沸揚揚的艾青之子艾未未抄襲西安藝術家岳路平作品一事，實際上我很久以前就知道了。艾未未用3000萬元請1001個人去德國，作品的名字叫《童話》。藝術圈里的人都知道這件作品分別抄襲了岳路平的《藝術航班》、《1001夜》兩件作品。這件事情在藝術圈中已經傳了很久，只是沒有人相信有人會捅這個婁子。因為大家都認為艾未未霸道十足，勢力範圍強大。」

## 生平
岳路平1999年毕业于西安美术学院。2003年毕业于西安美术学院研究生部的中国画专业。    2003年至2011年，岳路平在西安美术学院教授《现代美术思潮》、《当代艺术》、《创意产业与跨界创造》、《西方美术史》等课程。

## 開源村
2017年11月28日至29日，在故宮博物院和騰訊舉辦的「文化+科技國際論壇」上，開源村發起人岳路平重點介紹了開源村的理念和實踐。 
2017年3月26日,由友成企業家扶貧基金會和國家行政學院生態文明研究中心主辦的「生態文明論壇」首次會議在北京舉行。開源村聯合創始人岳路平從技術角度出發，分享了「新生態開源村」的實踐經歷。他詳述了「全球概覽」在新生態方面的實際運用，提出「讓身體與科技協同演進，推動生態村建設」的觀點。

## 公益
2022年1月18日晚，《中國慈善家》發起「送你一朵小紅花」善見2022·公益唱聊夜直播活動，在「未來向善：時代新潮流」環節，伊能靜、趙胤胤、尤洋、岳路平切磋了雙碳、元宇宙、NFT、美育議題。岳路平以自己策展的「種子銀行在秦嶺」項目為例，回應了雙碳語境下「青山綠水」和「金山銀山」的辯證關係。 
2017年底，針對被認為是曲江模式升級版的「華僑城董事長段先念與西安簽下2380億元大單」新聞，對於西安文旅產業能不能得到提升的話題，評論家岳路平更關心華僑城投資西安的錢從何而來：依照華僑城2016年年報顯示，其資產負債率已經上升至67.12%，超過房地產行業64%和旅遊行業36%的負債水平。華僑城2015年末總資產才過千億元，時至今日市值不過400億元。 
2014年，受法門寺景區事件、興教寺事件影響，提出「曲江模式」的西安副市長段先念被調離陝西，任華僑城集團總經理。關於段市長的調動，著名藝術評論家岳路平先生認為：離開西安是將陝西「去段化」的最新進展。考慮到赴深圳履新至少是一次「軟著陸」，所以「曲江模式」的基本陣容也還會長期存在。隨著「曲江模式」產生的種種質疑，得以誕生的制度環境、經濟模式也已經宣告終結。 
2012年5月，在歷經數年的醖釀後，岳路平正式針對西安的「法門寺工程」發難。在岳路平看來，法門寺工程充分展現了地方政府「以建設為名的文化摧毀運動」。岳路平說：「最荒唐的，就是把舍利當作‘提款機’的芯片，並用假和尚忽悠善信捐錢，這種行為玷污了佛門淨土。」法門寺監院智超法師印證了岳的指責，智超法師說，「景區」的和尚，確非法門寺僧人。
運營法門寺景區的公司一度計劃上市，但在2012年10月，國家10部委聯合發文壓下了地方政府的經濟衝動。《華商報》評論部主任江雪贊賞岳路平的公民行動，她說：「在西安的城巿史上，這應該是第一次，公民對城巿發展通過自媒體發言，行動，參與。」江雪認為，岳路平實際上是在開啓民智，發起了一次針對文化生態的搶救行動。 
2012年5月30日，著名藝術評論家岳路平以西安普通公民的身份在新浪微博發起了抵制法門寺風景區公民聯署行動，截至記者發稿時，已經有1000余人實名參與了聯署行動，其中包括很多著名寺院住持名僧、文化學者、媒體人等。
岳路平告訴《中國企業報》記者，他是西安美術學院教師。他說：「西安是華人認同之所在。西安的一小步，將會影響華人認同的一大步。法門寺的問題不僅僅是法門寺一個寺院的問題，類似的問題全中國都有，只不過因為這一次，他們動了佛祖的手指頭(指佛指舍利)。」

## 創客實踐
在2018中美青年創客大賽西安賽區啓動儀式上，西安賽區導師，知名藝術家和創客運動實踐者岳路平老師以「如何打開創新的腦洞」為主題，為在場的高校師生們做了精彩分享，他鼓勵大家一定要學會跨界思考，將創新思維融入生活。 
2016年10月15日，南山文體中心劇院內，全球華人創新創業大賽的總策劃岳路平發表名為《跨星球社會與賽博格跨界》的演講，他認為，深圳現在被稱為硬件的「硅谷」，誕生了華為、華大基因等優秀的企業，為人類發展和跨星球社會的提供了強大的科研基礎。 
2016年，岳路平擔任2016中美青年創客大賽西安賽區導師。2016年6月7日，由陝西省教育廳、共青團陝西省委主辦的中美青年創客大賽（西安賽區）西郵站動員會暨「創客藝術與藝術創客——程序員如何成為藝術家」分享會上，英特爾眾創空間加速器導師兼中國高校創意總部創意導師岳路平作「創客藝術與藝術創客——程序員如何成為藝術家」的主題演講。 
2015年7月19日，藝術家岳路平在南都公眾論壇上作了題為《反客為主的創客潮流》的演講。 
2015年6月16日，第四屆中國公益慈善項目大賽在深圳證券交易所上市大廳啓動，藝術家、文化創業產業研究者岳路平從「人性」的視角暢談他的公益創投理念。 
2015年，岳路平發起產學研項目極體營。該計劃是由西安歐亞學院主辦、由策展人、藝術家、艾德藝術設計學院研究發展顧問岳路平發起。5月極體營公開課期間，邀請了「中國創客第一人」李大維，阿里巴巴集團顧問、中國信息經濟學會電子商務專業委員會副主任梁春曉，藝術家雷童，建築師王子一，發起人、主持人岳路平帶來精彩分享。

## 主持
2019年1月15日，岳路平在「2019 FEIA中國時尚文化消費投資影響力論壇暨年度頒獎禮」上獲得年度風尚人物大獎。 
2018年7月13日，岳路平主持了「未來生活+」跨界沙龍第八期，本次沙龍的主題是「定·格·光影美學」。攝影師王瀅、時裝設計師馬艷麗、攝影師王同、朱凱作為嘉賓參與了討論。
2018年6月，藝術家&獨立策展人方振寧、內地知名女演員熱依扎、當代畫家&「新水墨」代表人物杭春暉、創客運動實踐者&跨界策劃人岳路平4位嘉賓參與「未來生活+」跨界沙龍第七期話題討論，沙龍由岳路平主持。 
2018 年4月17日，「未來生活+」跨界沙龍迎來第五場沙龍，主題是「探·知·光影藝術——探尋電影之美」，沙龍的主持人是岳路平，他分別就「打動你的電影美學」「 電影中的音樂之美」「 電影中的時尚美學」三個環節與音樂製作人陳少琪、製片人張聞君、杜暘、朱凱進行探討。 
2018年2月5日下午，以「匠心精神，傳承創新」為主題的「未來生活+」跨界沙龍在京舉行。中國京劇第一世家譚門第七代嫡傳人譚正岩、亮相文化創始人馬瑛瑛、當代工筆畫家杭春暉和清華大學美術學院時尚教育項目顧問曹滌非等嘉賓出席，此次沙龍由資深文化創意產業實踐者和研究者岳路平主持。 
2018年1月19日，「泛娛樂與大消費時代——2018時尚文化產業投資高峰論壇暨FEIA時尚娛樂消費影響力年度盛典」在北京舉辦。第四場主題論壇《時尚、泛娛樂與新時代消費觀》上，岳路平從「時尚」、「泛娛樂」、「新世代」、「消費觀」等四個維度上全新定義如何解讀「新世代」。FEIA頒獎典禮上，岳路平獲得「年度風尚人物大獎」。 
2017年12月14日,「未來生活+」跨界沙龍迎來第二場，主題是「探·索·未來之境—未來科技發現未知自己」，岳路平擔任沙龍主持人。白日夢旅行創始人孫博、麵包旅行創始人彭韜、主持人&模特李曄、柳崎峰博士、朱凱作為嘉賓參與了話題的討論。 
2017年11月24日，一場名為「設·想·無限未來」的跨界沙龍在北京舉辦。沙龍邀請了時裝設計師蘭玉擔任主講嘉賓，中國資深文化創意產業實踐者和研究者、跨界策劃人、當代藝術家岳路平擔任主持人，旅法中國藝術家李曉玲、64屆世界小姐中國區冠軍杜暘、保利地產北京公司副總經理朱凱作為嘉賓出席了沙龍。

## 策劃
2012年12月，由《世界》雜誌聯手國內知名策展人岳路平、百位明星名人、藝術家及萬千旅行者共同參與的首次中國人出境旅遊公共藝術——「1001」旅行箱」在「2012旅遊盛典」現場進行了展示。 
2012年，由《世界》雜誌聯手國內知名策展人岳路平並召集百位明星名人、藝術家以及萬千旅行者共同參與的首次中國人出境旅遊公共藝術——「1001旅行箱」在北京來福士購物中心正式開啓。當紅影視明星馬蘇、倫敦奧運會體操冠軍鄒凱及其女友周捷親臨現場，與到場的近200位讀者代表一起見證了這一全國性流動藝術盛宴啓動的過程。 
2011 擔任第七屆中國宋莊文化藝術節總策劃 （北京，中國）。
2010 擔任第六屆中國宋莊文化藝術節總策劃 （北京，中國）。 
2010年9月10日，2010第六屆中國·宋莊文化藝術節」開幕，第六屆宋莊藝術節總策劃、青年策展人岳路平對第六屆宋莊藝術節海選方式進行介紹並揭曉本次藝術節的獲獎藝術家、團體和機構。 
2010年7月22日，岳路平在第六屆中國·宋莊文化藝術節新聞發佈會上公佈，本屆藝術節主題確定為「跨界（CROSSOVER）」,目標是跨越全球與地區的邊界、文化和產業的邊界、創意與日常生活的邊界、政府和社會的邊界、以及文化創意各門類之間的界限。 
主題「跨界」誕生於西安，它的提出者是青年策展人岳路平，他是從西安「北漂」到宋莊的藝術家，受栗憲庭等的委託，策劃2010年宋莊文化藝術節。 
2009 策劃「西安派對」 參加第五屆中國宋莊文化藝術節 （北京，中國）。
2009年，第五屆宋莊藝術節以「群落！群落！」作為主題，邀請西安、青島、昆明等地的藝術家群落參展。藝術節試圖借此使中國自由藝術家群落由早期的流浪狀態向落地生根轉變。著名當代藝術批評家栗憲庭擔任總召集人。岳路平是本次西安群落的策展人，也是活躍西安當代藝術圈十年的「元老」，雖然他只有34歲。 
2008 西安當代藝術十年回顧展 （西安，中國）。
2007 首屆西安文獻展 （西安，中國）。
2006 《長征計劃 - 延安》（延安，中國）。
2005 在西安組建當代藝術空間「忐忑空間」。
2004「數字共和國」當代藝術展（西安，中國）。
2004 岳路平策展「1001夜當代藝術展」（西安美術學院雕塑系展廳，西安，中國），以藝術的方式探討911之後1001天的世界。搖滾樂手張楚跨界參加本次藝術展，參展作品為聲音實驗作品。
2003「從下到上」西安當代架上藝術報告展（西安聯合大學美術館，西安，中國）。
2003 策劃「城鄉結合部的藝術」系列活動（西安，中國）。
2003 建立以西安為中心的當代藝術網站「西維網」。
2001 策劃「西安當代藝術開放展」（東羊市小學，西安，中國）。

## 艾未未事件
2011年4月，艾未未被北京警方秘密羁押后，岳路平表態同情艾未未。